# ディアオ・イーナン
ディアオ・イーナン（刁 亦男、拼音: Diao Yinan、1968年11月30日 - ） は、中国の映画監督・脚本家。

## 来歴
1968年11月30日、陝西省西安市で生まれる。1992年に中央戯劇学院を卒業。その後、脚本家として活動を始め、チャン・ヤン監督の『スパイシー・ラブスープ』（1997年）や『こころの湯』（1999年）などの作品の脚本を手がけた。
2003年に長編『制服』で映画監督としてデビュー。ロッテルダム国際映画祭で2つの特別表彰を受け、バンクーバー国際映画祭でも賞を受ける。2007年に発表した2作目の『夜行列車』は第60回カンヌ国際映画祭のある視点部門に出品され、ワルシャワ国際映画祭ではグランプリを受賞した。
2014年、7年ぶりの長編『薄氷の殺人』を発表。第64回ベルリン国際映画祭で金熊賞を受賞し、主演のリャオ・ファンにも男優賞をもたらした。

## 作品

### 監督作品
- 制服 （2003年）
- 夜行列車 （2007年）
- 薄氷の殺人 白日焰火 （2014年）
- 鵞鳥湖の夜 南方车站的聚会 （2019年）

### 脚本作品
- スパイシー・ラブスープ 愛情麻辣燙 （1997年）
- 将愛情進行到底 （1998年）
- こころの湯 洗澡 （1999年）
- 走到底 （2001年）